# Die Holzbaronin
Die Holzbaronin ist ein deutsch-österreichischer Fernsehfilm aus dem Jahr 2012. Christine Neubauer und Henriette Confurius spielen die Hauptrolle einer Schwarzwälder Holzindustriellen, die sich in der ersten Hälfte des 20. Jahrhunderts gegen die Vorherrschaft der Männer sowie wirtschaftliche Schwierigkeiten behaupten muss. Das Drehbuch schrieb Annette Hess nach Motiven des Romans Die Holzbarone von Casimir Katz. Marcus O. Rosenmüller führte Regie. Nach einer Vorführung bei der Filmschau Baden-Württemberg am 1. Dezember 2012 wurde der ursprünglich als Zweiteiler geplante Film erstmals am 26. Februar 2013 im ZDF in einem Stück ausgestrahlt.

## Handlung
Als Elly Brauer, geborene Seitz, im Jahr 1953 gerade zur Vorstandsvorsitzenden des Gernsbacher Holzunternehmens Seitz AG ernannt werden soll, nimmt Kommissar Fröbe sie fest. Ihr Sohn Hans hatte sie beschuldigt, ihren Ehemann Alfred erschossen zu haben, der angeblich im Zweiten Weltkrieg bei einem Bombenangriff gestorben ist. Beim Verhör im Karlsruher Polizeipräsidium erzählt Elly die Geschichte ihres schwierigen und widerstandsreichen Aufstieges. Es stellt sich heraus, dass der gewalttätige Alfred, den sie aus wirtschaftlichen Gründen geheiratet hatte, bei einem Gerangel mit Josef Meder starb, Ellys Jugendliebe und Hans’ tatsächlichem Vater.

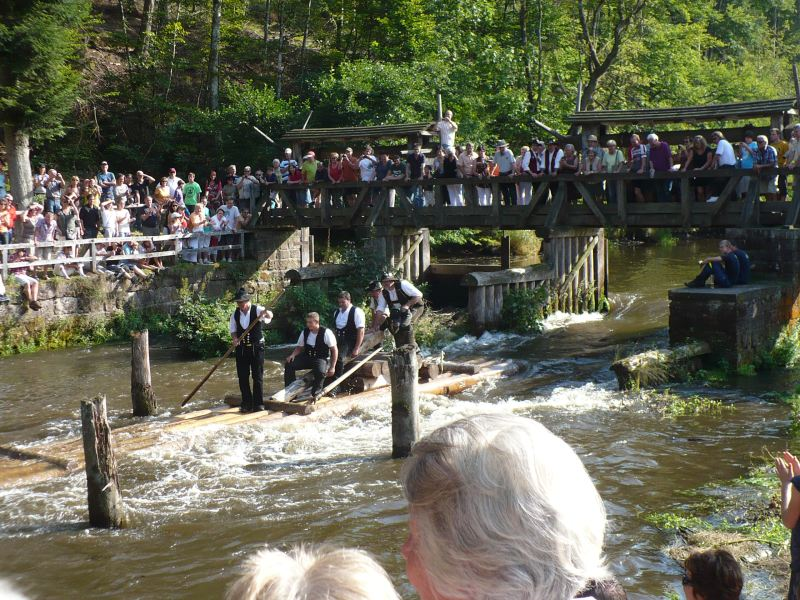
Außerhalb der Dreharbeiten entstandene Aufnahme vom Drehort Monhardter Wasserstube an der Nagold in Altensteig

## Hintergrund
Die Krimi-Rahmenhandlung ist in der Romanvorlage des Gernsbacher Holzindustriellen und Verlegers Casimir Katz nicht vorhanden. Die Dreharbeiten fanden von März bis Juni 2012 unter anderem in Wien, Baden-Baden, Gernsbach, Seewald und Altensteig statt.

## Rezeption
Die Erstausstrahlung im ZDF am 26. Februar 2013 verfolgten 7,35 Millionen Zuschauer. Mit einem Marktanteil von 24,6 Prozent war Die Holzbaronin die bei weitem meistgesehene Sendung des Tages im deutschen Fernsehen. 1,10 Millionen 14- bis 49-jährige Zuschauer sahen den Film, was einem Marktanteil in der Altersgruppe von 9,8 Prozent entsprach.

## Auszeichnungen
Beim Banff World Media Festival 2014 gewann Die Holzbaronin den Rookie Award als bester Film in der Kategorie „Made for TV-Movie“. Beim Festival de Télévision de Monte-Carlo 2013 war der Film in den Kategorien „Bester Mehrteiler“ und „Beste Darstellerin“ (Christine Neubauer) nominiert.